# Placa d'incubació

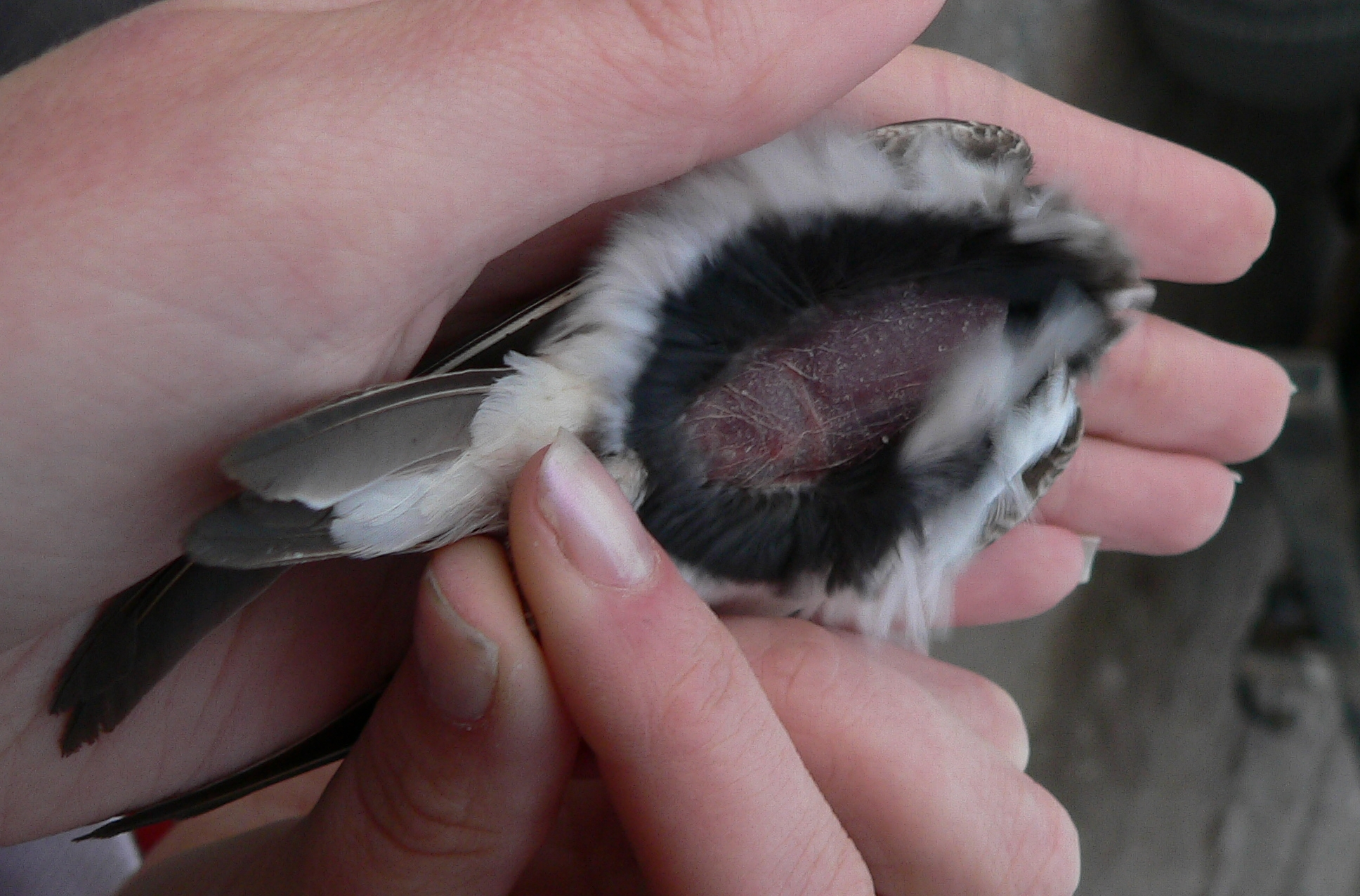
Placa d'incubació a una oreneta de ribera

La placa d'incubació és una zona del pit o l'abdomen dels ocells, desproveïda de plomes i plomissol, que té per funció permetre una millor transmissió de calor als ous, durant la incubació.
Uns dies abans de començar el període d'incubació, l'adult - pot ser el mascle, la femella o tots dos - perden les seves plomes, formant una placa de pell nua. La pell s'unfla sota l'efecte de l'acumulació d'aigua i d'una pronunciada vascularització dels teixits. El procés és causat pels estrògens i la prolactina. Les arterioles estan dotades d'unes parets musculars ben desenvolupades, que permet el control del flux sanguini. Per mantenir la calor del cos, la placa d'incubació s'ompli de sang mentre l'ocell està covant, però no quan l'au està ocupada amb altres activitats.
La placa d'incubació pot consistir en una sola zona, en la major part dels ocells, o dues àrees laterals, com ara les gavines i molts ocells de platja. Desapareix després de l'eclosió. Els ànecs i oques contribueixin activament a la creació de la placa, arrencant amb el bec les plomes del pit, per després folrar el niu.
Algunes espècies no desenvolupen una placa d'incubació, com és el cas dels pingüins i pelicans, i també dels paràsits de criança, que no coven els seus propis ous.